# Chenega
Chenega est une localité (Census-designated place) d'Alaska, aux États-Unis, située dans la Région de recensement de Valdez-Cordova, dont la population était de 86 habitants en 2000. 
Elle est située sur l'île Evans dans la baie du Prince-William et est constituée des villages Chugash et Alutiiq de Chenega Bay fondés après la destruction, lors du séisme de 1964, de la communauté originelle de l'île Chenega, au nord. Le séisme ayant tué le tiers des 68 habitants de l'époque. En 1989, le désastre de l'Exxon Valdez a dévasté Chenega provoquant une nouvelle catastrophe économique et écologique.

## Démographie

### (Vieux) Chenega (1880-1964)
| 1880 | 1890 | 1900 | 1930 | 1940 | 1950 | 1960 |
| ---- | ---- | ---- | ---- | ---- | ---- | ---- |
| 80   | 73   | 140  | 90   | 95   | 91   | 61   |

### (Nouveau) Chenega (1990-)
| 1990 | 2000 | 2010 | - | - | - |
| ---- | ---- | ---- | - | - | - |
| 94   | 86   | 76   | - | - | - |

## Référence
- (en) Cet article est partiellement ou en totalité issu de l’article de Wikipédia en anglais intitulé « Chenega, Alaska » (voir la liste des auteurs).

1. ↑  « Statistiques des États-Unis (Alaska) - Profils des communautés de 2010 » (consulté en octobre 2020)